# Великий Дорошів
До́рошів — село в Україні, у Куликівській селищній громаді Львівського району Львівської області. Населення становить 850 осіб.

## Населення
Згідно з переписом за 1880 рік у Великому та Малому Дорошеві мешкало 859 осіб, з них 811 греко-католиків, 27 римо-католиків, 21 єврей. Наприкінці XIX — на початку XX століття більшість мешканців села були москвофілами.
Станом на 12 січня 1989 року населення Великого Дорошева, згідно перепису, становило 955 осіб, у 2001 році — 857 осіб. На час виборів народних депутатів 2014 року в селах Великий та Малий Дорошів було 900 виборців, 694 з яких брали участь у голосуванні.

### Мова
Розподіл населення за рідною мовою за даними перепису 2001 року:
| Мова            | Кількість | Відсоток |
| --------------- | --------- | -------- |
| українська      | 846       | 98.71%   |
| циганська       | 9         | 1.05%    |
| російська       | 1         | 0.12%    |
| інші/не вказали | 1         | 0.12%    |
| Усього          | 857       | 100%     |

## Географія

### Розташування
Великий Дорошів віддалений на 8 км на північ від Львова (від Галицького перехрестя) і 4 км на південь від Куликова, на захід знаходиться село Зашків, на північний захід за 3 км по прямій лежить Костеїв, на північний схід розташовується Нове Село, на захід 1-1.5 км.Малий Дорошів, а на південний схід видніється с. Ситихів. Від Ситихова, на захід, а від Великого Дорошева на південь через 2 км, лежить село Гряда, яка тягнеться вузькою забудовою від траси Львів — Рава-Руська, аж до Завадівського лісу (лісовий заказник «Гряда»). Ці два населені пункти знаходяться на вузькій височині, яка утворює частину Жовківського Розточчя, що тягнеться зі заходу на схід, і оточені від півночі вузькою і підмоклою долиною річки Капелівки. Між селами Гряда та Великий Дорошів зі західної сторони від Зашкова тягнуться луки (пасовища) приблизно шириною 2 км, які пронизані осушувальними каналами вздовж (від Зашкова до Кошелева) і поперек, від річки Капелівка до річки Недільчина. Село перетинає з півдня на північ автомобільна шлях Львів — Жовква — Рава-Руська. Стара забудова села лежить по обидві сторони потічка, який бере свій початок у полях в напрямку Костеєва та протікає долинкою між горбками з північного заходу через Саджівку (житловий масив), а далі на південний схід, через Болото (житловий масив) і вздовж футбольного стадіону, впадає в річку Недільчину.

### Рельєф, природні копалини
Село розташоване на Грядовому Побужжю — одній із семи гряд, а саме на Куликівській (Дорошівській) гряді. В районі Малого Дорошева між річками Капелівка і Недільчина є поклади торфу (народна назва Кар'єр).

### Клімат
Клімат атлантично-континентальний, характеризується високою вологістю (до 78 %), м'якими зимами, теплим літом, без посух. Середня річна норма опадів становить 610—635 мм. Максимальна кількість опадів випадає у червні і липні, мінімум — узимку. Цікавим є те, що коли в Гряді і Грибовичах падає дощ, то у Великому Дорошеві його може і бути. Так само буває із Куликовом, а от коли падає у Дорошеві, то і в Гряді обов'язково. Такий феномен можна пояснити тим, що ліс притягує дощ.

### Ґрунти
Найпоширенішими типами ґрунтів є: сірі і темно-сірі опідзолені легкосуглинкові ґрунти, сформовані на лесах (пагорбах). На пониженнях, тобто, у долині біля річки і каналів лучно-болотні, лучні і дернові та торфувато-глеєві ґрунти на алювіальних відкладах. В урочищі Кар'єр між річками Капелівка і Недільчина є поклади торфу, придатні для опалювання. Біля колишніх корівників (колгоспу) в яру на поверхню показуються поклади глини. Також можна зустріти глину на схилі при Кощеївському шляхові та в урочищі Жидівка.

### Флора, фауна
На теренах села з трав'яних рослин тут зростають барвінок, медунка лікарська, маренка запашна, ромашка, гравілат річковий, копитняк європейський, зеленчук жовтий, веснівка дволиста, звіробій та інші, а з дерев — липа серцелиста, тополя біла, каштан кінський, граб, ясен звичайний, клен-явір, верба, береза та осика.
У річці водяться карась, окунь, щука, плотва та в'юн. Серед представників герпетофауни численними є сіра ропуха, жаба озерна та трав'яна, звичайними — жаба гостроморда, квакша, прудка і живородна ящірки, звичайний вуж. Також зустрічається звичайний та гребінчастий тритони.
Серед птахів найчисельнішими є дрібні горобині птахи (горобці), ворони, сороки, ластівки,лелеки, можна зустріти крука та шуліку. Водяться сова та пугач, трапляються синиця та дятел. На водоймах водяться дикі качки. Різко зменшилась популяція чайок.
Серед ссавців найбільше гризунів: мишей та пацюків. На полях можна зустріти хом'яка. Водиться заєць, буває пробігає лисиця та сарна. Також улітку часто зустрічаються кажани.

### Гідрологія
Вздовж села з заходу на схід, між Дорошівською (Куликівською) та Грядецькою грядою, тече річка Недільчина, яка несе свої води вздовж Малого Дорошева та Кошелева і далі аж до околиці села Кукезова. Де річка впадає в Думний Потік, який належать до басейну Західного Бугу. Долина широка, місцями заболочена, поросла лучною рослинністю, помережана меліоративними каналами. Річище слабозвивисте, у багатьох місцях каналізоване.
Притоки: два невеликі потічки (один потічок в районі хутора Млин (фермерське господарство «Аталант»), другий — в районі стадіону) та меліоративні канали, які з'єднують між собою Капелівку та Недільчину.

### Походження назви
Існують такі версії щодо походження назви села:
- Перша версія: на цьому місці колись, можливо, існувало поселення Дороша. Імовірно тут міг бути Дорошів двір, назва з часом трансформувалася в Дорошів. Всі назви населених пунктів довкола міста Львова закінчені на -ів — свідчать про XIII століття виникнення цих поселень, як і Львів. І якщо Львів був оборонним містом князя Лева Даниловича, так і ці села: Малехів, Зашків, Дорошів Великий і Малий, Куликів, Сулимів, Звертів, Артасів, мали бути подібними укріпленими оселями якогось боярина Мелешка, Зашка, Дороша, Кулика, Сулими та інших.
- Друга версія: назва села може походити від того, що воно було розкинено по дві сторони дороги, Дорогошів, яка пізніше трансформувалася у Дорошів.

### Дорошівська топоніміка
Як і в кожному селі, окремі частини мають свої власні назви, які походять від розташування. Наприклад: Болото чи Береги, Загуменки, Нивки, Гори, так і цікавіші та загадковіші, які потребують роз'яснення чи дослідження Саджівка, Бірці, Жидівка, урочище на Лічинах, Могили, хутір Млин (колись там був млин, тепер там фермерське господарство).

## Історія
Перша згадка про церкву в с. Великий Дорошів датується 1443 роком.

У «Географічному словнику Королівства Польського» поданий наступний опис Великого Дорошева:
Великий Дорошів — ось що написано про село в польському географічному словнику: село, належить до Жовківського повіту, 4 км на південь від Куликова, 18 км на південний схід від Жовкви. Великий Дорошів лежить при дорозі Львів—Жовква. Згідно з переписом за 1880 рік у Великому та Малому Дорошеві було разом 859 жителів (811 греко-католиків, 27 римо-католиків, 21 єврей). Парафія римо-католицька була в Куликові, греко-католицька була в Великому Дорошеві, належала до Куликівського деканату. Обидві місцевості становили одну кадастральну гміну, але окремі адміністративні ґміни мали кожна по одній філіальній школі з одним вчителем. У Великому Дорошеві була мурована церква, збудована в 1870 році у візантійському стилі.
У податковому реєстрі 1515 року село перебувало у власності Одновського, у селі документується 3 лани (близько 75 га) оброблюваної землі.
В період ЗУНР (1 листопада 1918 — 16 липня 1919) та остаточного встановлення польської влади і аж до 1934 року незалежний підрозділ муніципалітету у Жовківському повіті.
Після реформи 1 серпня 1934 року було створено Надичівський сільський муніципалітет (ґміну) в Жовківському повіті, який об'єднав такі довколишні села: Великий Дорошів та Малий Дорошів, Гребінці, Кошелів, Мервичі, Могиляни, Надичі, Нове-Село, Перемивки, Смереків, Сулимів, Віднів. Така структура проіснувала до 1939 року. З приходом Радянської влади, почалася нова реформа адміністративних одиниць, що складалася з сіл та районів.
10 січня 1940 року Політбюро ЦК КП(б)У на своєму засіданні ухвалила рішення про районний поділ новоутвореної Львівської області, у тому числі про створення Куликівського району з центром у селищі Куликів, села Великий та Малий Дорошів увійшли до складу цього району. Однак вже 29 червня 1941 року радянські війська були вимушені залишити селище. Під час німецької окупації в селі був призначений солтис, але 1944 року разом з німецькими частинами, що відступали солтис покинув село. Радянську владу на території району було відновлено лише 20 липня 1944 року після того, як Червона Армія увійшла в Куликів. Район було ліквідовано у січні 1959 року, а його територія увійшла до складу Нестерівського району (тепер Львівський район), а села Великий та Малий Дорошів залишилися у підпорядкуванні Куликівської селищної ради аж до 2006 року. Сільська рада з адміністративним центром в селі Великий Дорошів утворена 30 червня 2005 року, якій підпорядковувалися Великий та Малий Дорошів.

## Релігійне життя
У центрі села Великий Дорошів височіє величний храм Собору Пресвятої Богородиці. Розташований на пагорбі і домінує над всією сільською забудовою. Мурована з цегли на кам'яному фундаменті тридільна споруда, побудована в неовізантійському стилі. Купол храму точно повторює купол жовківської василіянської церкви, яким він був до перебудови на початку XX століття, у ході якої його розібрали. Дорошівський «близнюк» і досі нагадує нам про свого старшого брата.
Попередня дерев'яна церква Втечі до Єгипту Пресвятої Богородиці походила з 1701 року, яка була збудована коштом громади, згоріла. У 1857 році за проєктом львівського архітектора Йогана Міхля розпочалося спорудження мурованої будівлі. Наріжний камінь і пам'яткова грамота на пергаменті покладені восени 1858 року тодішніми дідичами Олександром і Антоном Батовськими. Спорудження храму велося стараннями пароха о. Теофіля Полянського та від громади — селян Петра Мартина і Михайла Легіна. Завершилося будівництво 1864 року. 1866 році виконано внутрішнє оздоблення, а в січні 1867 року встановлено іконостас мюнхенської роботи.
Греко-католицьку парафію в селі закладено львівським греко-католицьким єпископом Атанасієм (Шептицьким) у 1735 році.
А ще біля церкви є цікавий пам'ятник — хрест, під яким лежить стрілецька мазепинка і надпис «Україна рве кайдани». Цей пам'ятник встановили у 1990 році, коли був проголошений державний суверенітет України.
У 2019 році розпочалося будівництво на місці старої дерев'яної дзвіниці нової мурованої.

### Парохи
- 1945—1957 роки — о. Михайло Величкович. Прізвище настоятеля є в списках духовенства, «возз'єднаного» з РПЦ.
- від 1985 року й донині — о. Євген Прокіп.

## Інфраструктура

### Освіта
До 1968 року навчання проходило в старій школі, збудованій коштом громади ще за часів Австро-Угорщини. Будівлю нової школи відкрито 1 вересня 1968 року. Нині —  Великодорошівський заклад загальної середньої освіти I—II ступенів Куликівської селищної ради Львівського району Львівської області. 

### Господарство
З приходом радянської влади в селі був створений колгосп. Першим головою був Говоруха Григорій Михайлович. Пізніше дорошівський колгосп об'єднали з куликівським і спільний колгосп отримав назву — імені Климента Тимірязєва. Кантора була в Куликові. На території села була збудована ферма для корів. Два корівника по 90 голів, та третій на 180 голів. Тепер там міститься птахофабрика та виробництво металопластикових вікон.

## Спортивне життя
Футбол
1967 року в селі створено футбольну команду «Колос», яка взяла участь у чемпіонаті Нестерівського району. Цього ж року команда зайняла перше місце в групі та виборола кубок «50-ліття Радянської влади». Протягом 1971—1982 років ФК «Колос» ставав чемпіоном першої ліги Нестерівського району, тричі виборював «Кубок весни», а також фіналістом кубку на приз газети «Нове життя».
На початку 1990-х років ФК «Колос» перейменований на ФК «Галичина» і вже 1996 року стала володарем кубку на приз газети «Високий Замок». У 1998—2004 роках команда з перервою виступає у чемпіонаті Львівської області з футболу, а під час перерви декілька сезонів виступає у чемпіонаті району.
2011 року ФК «Галичина» посіла перше місце в групі та бронзовий призер першої ліги Жовківського району, 2012 року — друге місце в групі, а в боротьбі за бронзу поступається команді з села Гійче. Тому в підсумку посідає четверту сходинку у першій лізі Жовківського району.
У 2013 року ФК «Галичина» після тривалої перерви відновила виступи у чемпіонаті Львівської області з футболу серед команд другої ліги. У цьому сезоні команда під керівництвом тренера Богдана Стронціцького здобула друге місце в групі та третє в чемпіонаті, а команда юнаків під керівництвом Ігоря Піха також зайняла друге місце в групі та третє у чемпіонаті.
Протягом 2014—2015 років ФК «Галичина» стала чемпіоном Львівської області у другій лізі, причому перемогу в чемпіонаті було одержано двома складами: дорослим (Головний тренер Михальчук С. О.) та юнацьким (тренер Піх І.)., була фіналістом кубку Героїв Майдану, півфіналістом кубку пам'яті Ярослава Пастернака, учасником кубку імені Ернеста Юста. У 2016 році команда виступає у першій лізі чемпіонату Львівщини, а наступного, 2017 року — дебютує в Прем'єр-лізі Львівщини (тренер Ігор Піх).
2018 року юнацький склад ФК «Галичина» (Великий Дорошів) став чемпіон другої ліги Львівської області. У боротьбі за звання абсолютного чемпіона «галичани» під керівництвом тренера Володимира Неділька за сумою двох матчів з переконливим рахунком 11:1 обіграли ФК «Газовик-Хуртовина» з Комарна. У 2019—2020 роках ФК «Галичина» учасник чемпіонату Львівської області серед команд другої ліги.
Ракетомодельний спорт
З 22 по 27 серпня 2015 року в селі вперше в Україні проводився Чемпіонат Європи з авіамодельного спорту. Українська збірна стала абсолютним чемпіоном у командній першості: збірна юніорів виборола 7 золотих, 3 срібних і 4 бронзових медалі; доросла збірна — 7 золотих, 3 срібних і 3 бронзових медалі.

## Відомі люди
- Краль Василь — командир сотні УПА «Галайда-2» в ТВ-12 «Климів», та сотні («підвідділ 114») в ТВ-28 «Данилів».